# Mary Jane Farell
Mary Jane Farell, (ur.  1920, zm. 5 października 2015) – amerykańska brydżystka, World Grand Master (WBF).
Mary Jane Farell występowała również jako Mary Jane Kauder.
Mary Jane Farell zdobyła potrójną koronę brydżową w kategorii kobiet:
- w roku 1970 zwyciężyła  (razem z Marilyn Johnson) w otwartych mistrzostwach świata par kobiet w brydżu sportowym;
- w roku 1978 zwyciężyła (z drużyną USA) w Venice Cup;
- w roku 1980 zwyciężyła (z drużyną USA) na Olimpiadzie brydżowej.

## Wyniki brydżowe

### Olimpiady
Na olimpiadach uzyskała następujące rezultaty:
| Olimpiady brydżowe. Zawody teamów | Olimpiady brydżowe. Zawody teamów | Olimpiady brydżowe. Zawody teamów | Olimpiady brydżowe. Zawody teamów | Olimpiady brydżowe. Zawody teamów | Olimpiady brydżowe. Zawody teamów |
| Rok                               | Miejsce                           | Zawody                            | Kategoria                         | Drużyna                           | Pozycja                           |
| --------------------------------- | --------------------------------- | --------------------------------- | --------------------------------- | --------------------------------- | --------------------------------- |
| 1980                              | Valkenburg                        | 6. Olimpiada Teamów               | Kobiety                           | USA                               | 1                                 |
| 1976                              | Monte Carlo                       | 5. Olimpiada Teamów               | Kobiety                           | USA                               | 3                                 |
| 1972                              | Miami Beach                       | 4. Olimpiada Brydżowa             | Kobiety                           | USA                               | 3                                 |

### Zawody światowe
W światowych zawodach zdobyła następujące lokaty:
| Mistrzostwa Świata. Konkurencja teamów | Mistrzostwa Świata. Konkurencja teamów | Mistrzostwa Świata. Konkurencja teamów | Mistrzostwa Świata. Konkurencja teamów | Mistrzostwa Świata. Konkurencja teamów | Mistrzostwa Świata. Konkurencja teamów |
| Rok                                    | Miejsce                                | Zawody                                 | Kategoria                              | Drużyna                                | Pozycja                                |
| -------------------------------------- | -------------------------------------- | -------------------------------------- | -------------------------------------- | -------------------------------------- | -------------------------------------- |
| 1985                                   | São Paulo                              | 27. Mistrzostwa Świata Teamów          | Kobiety                                | USA 2                                  | 5                                      |
| 1982                                   | Biarritz                               | 6. Mistrzostwa Świata                  | Open                                   | Stayman                                | 19                                     |
| 1978                                   | Nowy Orlean                            | 5. Mistrzostwa Świata                  | Kobiety                                | USA                                    | 1                                      |

| Mistrzostwa Świata. Konkurencja par | Mistrzostwa Świata. Konkurencja par | Mistrzostwa Świata. Konkurencja par | Mistrzostwa Świata. Konkurencja par | Mistrzostwa Świata. Konkurencja par | Mistrzostwa Świata. Konkurencja par |
| Rok                                 | Miejsce                             | Zawody                              | Kategoria                           | Partner                             | Pozycja                             |
| ----------------------------------- | ----------------------------------- | ----------------------------------- | ----------------------------------- | ----------------------------------- | ----------------------------------- |
| 1990                                | Genewa                              | 8. Mistrzostwa Świata               | Kobiety                             | Roberta Epstein                     | 21                                  |
| 1978                                | Nowy Orlean                         | 5. Mistrzostwa Świata               | Kobiety                             | Marilyn Johnson                     | 9                                   |
| 1970                                | Sztokholm                           | 3. Mistrzostwa Świata               | Kobiety                             | Marilyn Johnson                     | 1                                   |
| 1966                                | Amsterdam                           | 2. Mistrzostwa Świata               | Kobiety                             | Peggy Solomon                       | 3                                   |
| 1966                                | Amsterdam                           | 2. Mistrzostwa Świata               | Miksty                              | Ivan Erdos                          | 1                                   |

## Klasyfikacja
- Mary Jane Farell – klasyfikacja WBF (ang.)